# Coba Kelling
Jacoba (Coba) Kelling-Kuitert (Amsterdam, 28 juli 1893 - Den Haag, 4 september 1970) was een Nederlands actrice. In 1917 ging zij aan het toneel. Na de oorlog speelde zij twintig jaar bij het Rotterdams Toneel, waar zij op 30 maart 1957 haar 40-jarig toneeljubileum vierde met de moederrol in Een bruid in de morgen van Hugo Claus. Ze speelde ook in films en televisieseries, waaronder de populaire tv-series Memorandum van een dokter en De kleine waarheid. Bredere publieksbekendheid kreeg zij ook door haar bijdrages aan de jeugdserie Swiebertje.
In het tweede tv-spel in de serie Swiebertje dat werd uitgezonden op 2 november 1955 speelde zij de rol van Saartje de huishoudster van de burgemeester. Deze rol is behalve eenmalig door Kelling ook gespeeld door o.a. Annie Leenders, Jetty Cantor en Riek Schagen. In het tv-seizoen '63-'64 speelt Kelling in de aflevering waarin de burgemeester een nieuwe huishoudster zoekt (uitgezonden op 25 januari 1964), de huishoudster 'op zicht' Fräulein Ingelien. Ten slotte speelde ze ook nog eenmalig de rol van (juffrouw) Cornelia Bromsnor, de echtgenote van veldwachter Bromsnor. Deze rol werd later (en daarna vaker) gespeeld door Teddy Schaank.
Coba Kelling is de moeder van zanger en bandleider Thom Kelling (1922-1968). De Stad Hengelo kent een Coba Kellingstraat.

## Filmografie
- Op een avond in mei (1936), rol: onbekend.
- Drie weken huisknecht (1944), als Julia Bolhuis.
- De dijk is dicht (1950), rol: onbekend.
- Alice in Wonderland (1951), de stem van de Roos.
- Swiebertje (1955, 1964, 1967), als Saartje , Fräulein Ingelien en Cornelia Bromsnor.
- Het concert (1959), als moeder.
- Claudia en David (1960), als Mevr. Gordon.
- Bas Boterbloem (1961)
- De vier dochters Bennet (1961), als Mevr. Reynolds.
- School voor volwassenen (1961), als moeder van Els
- De twee wezen (1962), als vrouw Frochard
- Schuld en boete (1963), als mevrouw Lippewechsel
- Memorandum van een dokter (1963) als Bessie Grant
- Zeemansvrouwen (1968) als Saar
- De kleine waarheid (1971), als Tante Bets.